# Bingula
Bingula es un pueblo ubicado en la municipalidad de Šid, en el distrito de Sirmia, Serbia.

## Superficie
Posee una superficie de 25,75 kilómetros cuadrados.

## Demografía
Hasta 2011 la población era de 732 habitantes, con una densidad de población de 28,43 habitantes por kilómetro cuadrado.